# Grupa Zamek

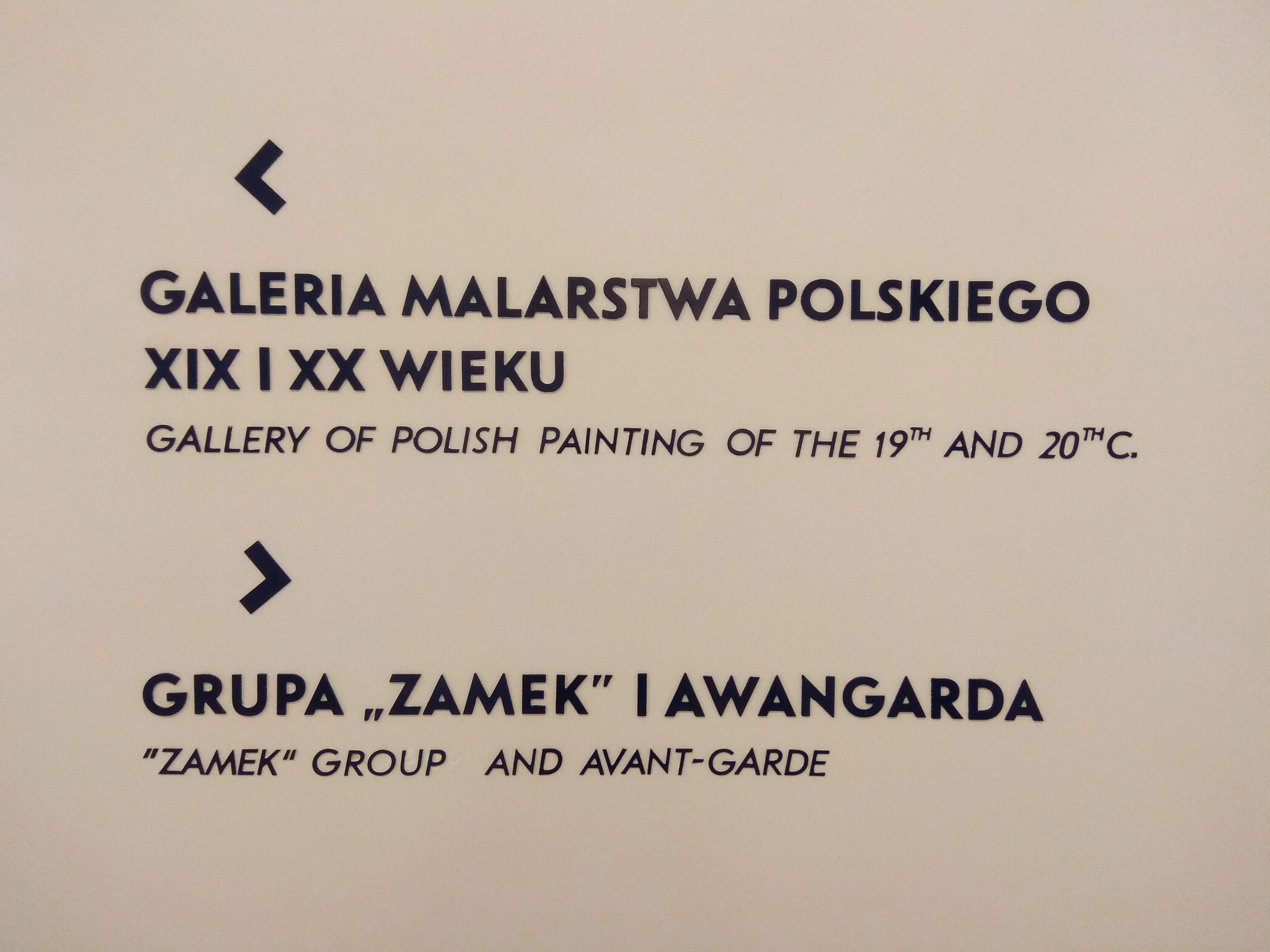
Od 2021 roku twórczość "Zamkowiczów" jest prezentowana na wystawie stałej w Muzeum Narodowym w Lublinie

Grupa Zamek – lubelska grupa artystyczna powstała w 1957 roku, działająca początkowo jako Koło Młodych Plastyków. Największą rolę odegrali w niej krytyk Jerzy Ludwiński oraz artyści: Włodzimierz Borowski, Tytus Dzieduszycki, Jan Ziemski i Ryszard Kiwerski, którzy tworzyli w nurcie malarstwa materii i są zaliczani do najważniejszych przedstawicieli malarstwa tego typu w Polsce. Grupa wydawała czasopismo Struktury pod redakcją Jerzego Ludwińskiego. Skończyła swoją działalność w roku 1960.
Grupa uformowała się wśród studentów historii sztuki Katolickiego Uniwersytetu Lubelskiego. Należący do niej artyści byli amatorami. Dzięki temu ich dzieła wprowadzały pewną świeżość w ówczesny świat sztuki, odcinając się od koloryzmu panującego w akademiach. Malarze nawiązywali do rozmaitych zachodnich nurtów sztuki współczesnej – surrealizmu, informelu, kubizmu. Próbując określić wspólne elementy malarstwa lubelskich twórców Jerzy Ludwiński pisał:
Jeżeli przeciwstawienie się akademizmowi sztuki oficjalnej i tęsknota za twórczością inną może być uważana za program, to taki jest program lubelskich plastyków.
Liczebność grupy stopniowo malała. Wielu członków szybko porzuciło malarstwo. W ostatniej wystawie, w Paryżu, uczestniczyli już tylko W. Borowski, T. Dzieduszycki i J. Ziemski. Każdy z nich, po rozpadzie grupy, rozwijał własną indywidualną twórczość.

## Wystawy
Członkowie grupy wystawiali wspólnie swoje prace jeszcze przed jej formalnym powstaniem. Pierwsza wystawa odbyła się w 1955 Zakładzie Historii Sztuki KUL. W kolejnym roku otwarto wystawy w Muzeum Okręgowym i Klubie PKiST. 10 lutego 1957 wystawiono 113 prac w lubelskim BWA. Sławę i uznanie przyniosła grupie ogólnopolska wystawa w Galerii "Krzywe Koło", która miała miejsce trzy miesiące później. Po tym wydarzeniu zapraszano lubelskich artystów także do innych miast polskich. Ostatnia wspólna wystawa odbyła się w Paryżu.